# Ugo Rugerius
Ugo Rugerius, ou Hugo Rugerius est un imprimeur italien actif dans le Nord de l'Italie à la fin du XVe et au début du XVIe siècle.

## Biographie
Ugo Rugerius est apparemment versé dans les ouvrages d'inspiration aristotélicienne (ou néo-platonicienne, selon l'expression qui recouvre autant de difficultés que d'avantages). Il imprime des ouvrages de droit, des poésies, des ouvrages sur la flore italienne, mais aussi Pétrarque ainsi que des ouvrages philosophiques. Il vient de la région de Reggio di Modena. Il fut imprimeur à Venise de 1474 à 1493, à Reggio di Modena (1478), Pise (1494) et Bologne (1495-1499) ; un seul de ses ouvrages est daté de San Cesario, en 1499, et un autre du 1er octobre 1500 à Reggio d'Émilie.

## Ouvrages imprimés
On doit à Rugerius l'impression de divers ouvrages pendant une période qui s'étend de 1474 jusqu'autour de 1502, environ. Certains ouvrages lui sont attribués sans certitude. Il semble que son travail d'impression fut assez éclectique : ouvrages d'astrologie, de botanique, de droit, de poésie, de théologie ou de philosophie; parmi ses ouvrages, une traduction par Leonardo Bruni d'Arezzo de l’Éthique à Nicomaque d'Aristote. Quelques exemples ci-dessous :
- 1475 (réimpr. 1496) : Samuel, Rabbi,	Epistola contra Judaeorum errores. (Tr: Alphonsus Boni Hominis). Add: Fredericus de Manfredis: Epistola ad Galeottum. De Sacerdotio Christi (Tr: Ambrosius Traversarius). Bologne, 13 mai 1496[1].
- 1487 : Tractacus de praestantiam Cardinalium ad Bessarionem episc. Tusculanum. 62 folio. Bologne, 12 octobre 1487. (Bibliothèque municipale de Grenoble)[2]
- 1488 : Propositionales Universales Aristotelis. Bologne, 15 avril 1488.  Seconde édition. (Bibliothèque d'Albi). 67 pages, sur colonne simple, impression en lettres gothiques. Les lettres initiales sont peintes à la main en rouge et bleu. La première page est ornée d'une décor floral peint à la main autour du texte. Il s'agit d'un compendium de propos attribués à Aristote et d'aphorismes tirés d'Averroès, de Sénèque, de Boèce, de Socrate et de Platon, d'Apulée et d'Empédocle. Incipit : Incipit prologus de propositionibus universalibus aristotelis[3].
- Fiore d'Italia (Flore d'Italie). Ugo Rugerius, 25 octobre 1490.
- 1498 : Socinus, Bartholomaeus. Commentaria in titulum Digesti De verborum obligationibus. Bologne, 11 février 1498.
- 1500 : Crottus, Bartholomaeus. Epigrammata et elegiae. Add: Matteo Maria Boiardo: Carmen bucolicum. Reggio Emilia. Ugo Rugerius, 1 Oct. 1500.